# Lierneux
Lierneux (en wallon Lierneu) est une commune francophone de Belgique située en Région wallonne dans l'extrême Sud de la province de Liège. Cette localité de la Haute-Ardenne au cœur de la Vallée de la Lienne offre un cadre naturel préservé entre vallées, collines et forêts.

## Géographie
La commune comptait, au début 2024, 3 648 habitants (1 858 hommes et 1 790 femmes), soit une densité de 39,51 habitants/km² pour une superficie de 92,34 km². Ses habitants s'appellent les Lierneusien(ne)s. La commune est arrosée par la Lienne.
À l'instar de Geel (province d'Anvers), la localité accueille depuis plus d’un siècle une institution psychiatrique au centre hospitalier spécialisé (CHS) l’« Accueil ».
Lierneux possède des pistes de ski alpin et de ski de fond et une piste de luge.
Ce petit domaine de ski baptisé « Le Monty » a été créé dans les années 1980 par André Remacle, ancien directeur communal.
Le domaine possède deux remonte-pente de type télé-sky. On trouve également sur place une cafétéria ainsi qu'une location de skis alpins et skis de fond.
Les itinéraires de ski de fond sont assez divers et variés de même que les nombreux circuits de promenade pédestre.
La commune de Lierneux est traversée par le GR 14, un sentier de grande randonnée qui relie Paris (Île-de-France) à Malmedy (Belgique) ainsi que par le GR 571, appelé aussi circuit des vallées de légendes, qui parcourt les vallées de l’Amblève, de la Salm et de la Lienne.
La commune de Lierneux fait partie du Groupement Régional Économique des vallées de l'Ourthe, de la Vesdre et de l'Amblève (GREOVA) ainsi que de la maison du tourisme du Pays d'Ourthe-Amblève.

### Sections de commune
| # | Nom           | Superf. (km²) | Habitants (2020) | Habitants par km² | Code INS |
| - | ------------- | ------------- | ---------------- | ----------------- | -------- |
| 1 | Lierneux      | 50,52         | 2.524            | 50                | 63045A   |
| 2 | Bra           | 28,00         | 579              | 21                | 63045B   |
| 3 | Arbrefontaine | 12,87         | 471              | 37                | 63045C   |

### Autres localités
Trou de Bra, Grand-Heid, Reharmont, Sur le Thiers, Derrière le Thiers, Les Villettes, Erria, Pont de Villettes, Floret, La Chapelle, Brux, Gernechamps, Odrimont, Amcomont, Jevigné, Lansival, Verleumont, Hierlot, Menil, Baneux, Petit-Sart et Grand-Sart.

### Situation
| Stoumont |          | Trois-Ponts |
| Manhay   | Lierneux |             |
|          |          | Vielsalm    |

### Nature

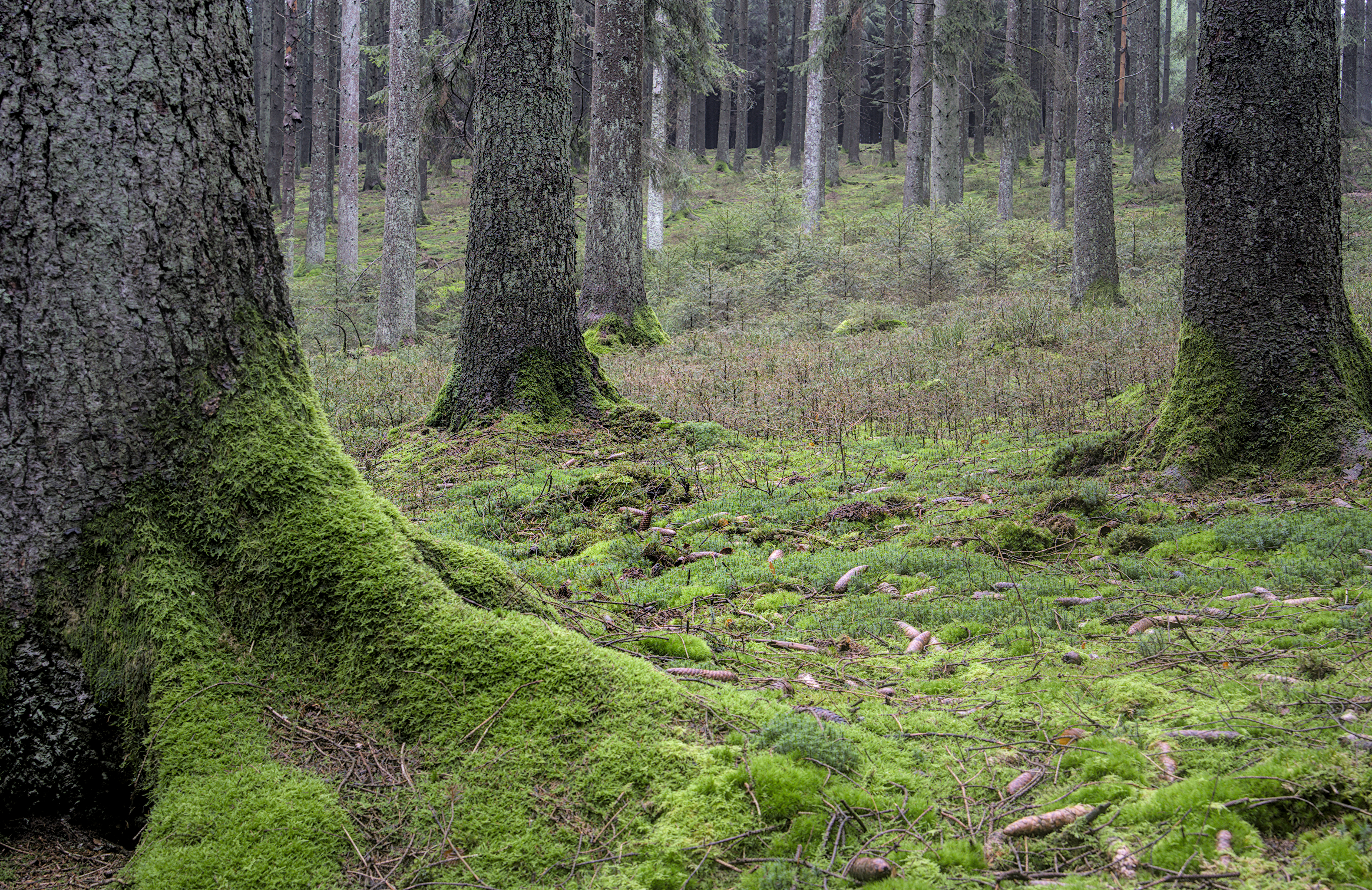
Forêt moussue dans la Haute vallée de la Lienne.

La réserve naturelle des Prés de la Lienne s'étend sur 117 hectares et renferme 200 espèces de plantes. Le castor a été réintroduit dans la réserve. Le site est constitué de prairies humides, de haies et de fragments forestiers. La réserve est traversée par la Lienne, le ruisseau d'Arbrefontaine, le ruisseau des Fagnoûles et le ruisseau des Pochay. Sur la rive gauche, le ruisseau de Groumont, plus important, vient gonfler la Lienne en aval de Hierlot.
Flore :
- le jonc filiforme (Juncus filiformis) ;
- le comaret (Comarum palustre) ;
- la véronique à écus (Veronica scutellata) ;
- l’orchis tacheté (Dactylorhiza maculata) ;
- le géranium des bois (Geranium sylvaticum) ;
- la gesse des montagnes (Lathyrus linifolius) ;
- la raiponce en épi (Phyteuma spicatum).

Faune :
- la cigogne noire ;
- le cincle plongeur ;
- la bergeronnette des ruisseaux ;
- le martin pêcheur ;
- la pie-grièche écorcheur ;
- le bruant jaune ;
- la locustelle tachetée ;
- le traquet tarier ;
- le bruant des roseaux ;
- la rousserolle verderolle…

## Démographie

### Démographie: Avant la fusion des communes
- Source: DGS recensements population

### Démographie: Commune fusionnée
En tenant compte des anciennes communes entraînées dans la fusion de communes de 1977, on peut dresser l'évolution suivante :
Les chiffres des années 1831 à 1970 tiennent compte des chiffres des anciennes communes fusionnées.
- Source: DGS , de 1831 à 1981=recensements population; à partir de 1990 = nombre d'habitants chaque 1 janvier[2]

## Histoire
Lierneux est connue pour la première fois en 667 sous le nom de Ledernao ou Lethernaco. En 862 elle porte le nom de Ledernaus issu du latin Ledernavus qui désigne un « endroit sur la Lienne ». Le nom de Lederna serait d’origine celtique.
Au cours de la Seconde Guerre mondiale, le 11 mai 1940, lendemain du déclenchement de la campagne des 18 jours, Lierneux est prise dans l'après midi par les Allemands de la 5e Panzerdivision qui a pour objectif de traverser la Meuse au niveau de Dinant.

## Héraldique
|  | La commune possède des armoiries qui lui ont été octroyées le 18 décembre 1991. Elles combinent la croix de Saint André avec le loup de Stavelot. Le loup de Stavelot a été le symbole de l'Abbaye de Stavelot et de la Principauté de Stavelot-Malmedy auxquelles le village de Bra appartenait historiquement. Le loup faisait aussi partie des armoiries de Bra. La crosse est inspirée par le vieux sceau de Lierneux au début de XVIIIe siècle. Blasonnement : D'argent à la croix de saint-André de gueules, à un loup passant de sable, baté, les paniers remplis de pierres au naturel, brochant sur le tout. Source du blasonnement : Heraldy of the World. |

## Politique et administration

### Collège et conseil communal 2024-2030
| Collège communal  |                       |                                 |
| ----------------- | --------------------- | ------------------------------- |
| Bourgmestre       | André Samray          | Les Engagés - Lierneux en Mieux |
| 1er Échevin       | Emile Bastin          | Lierneux en Mieux               |
| 2e Échevine       | Marie-Jeanne Lambotte | Lierneux en Mieux               |
| 3e Échevin        | Alain Monfort         | Lierneux en Mieux               |
| Président du CPAS | Laurent LAMBOTTE      | Les Engagés - Lierneux en Mieux |

### Jumelage[5]
Val-de-Meuse (France). Ce jumelage n'est plus vraiment d'actualité mais ce dernier n'a pas vraiment été rompu. La petite ville de Montigny-Le-Roi (Val-de-Meuse) en Haute-Marne a entretenu avec Lierneux de nombreux échanges pendant de longues années.
Une entente amicale est également née entre Lierneux et Quintin dans les Côtes d'Armor en Bretagne.

## Patrimoine et culture

### Patrimoine architectural

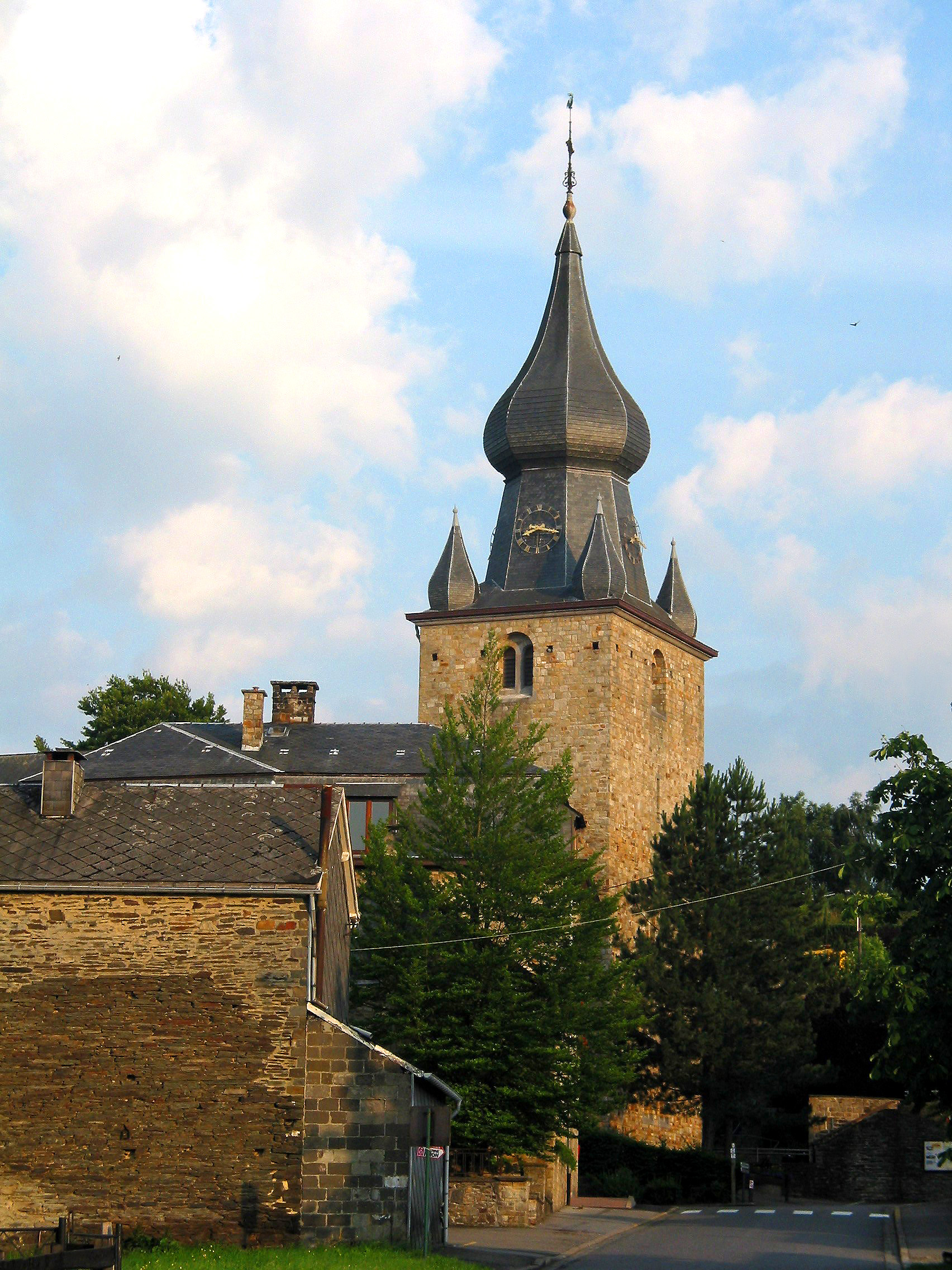
L'église Saint-André et son clocher à bulbe.
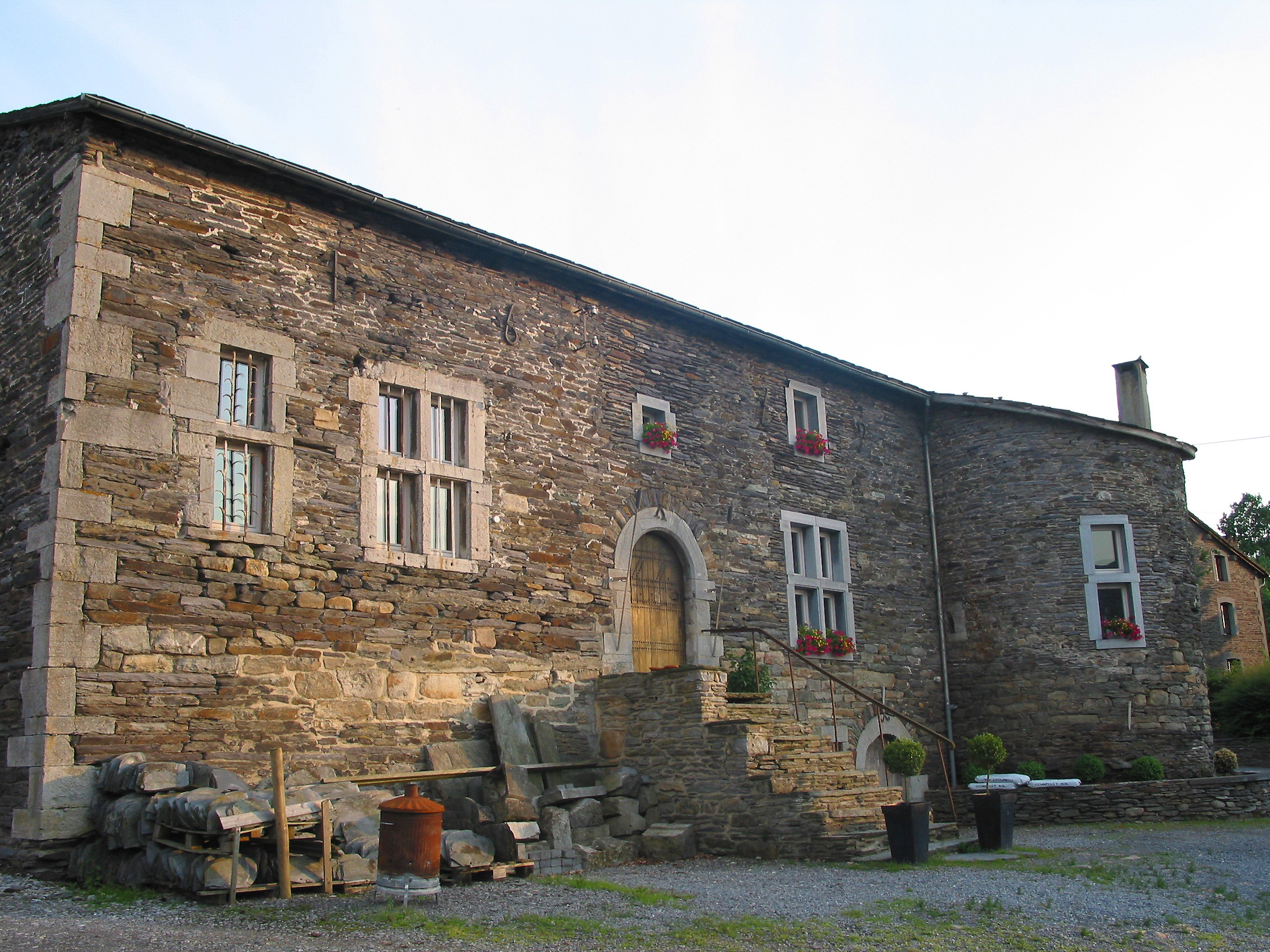
Le « château » d'Huart.
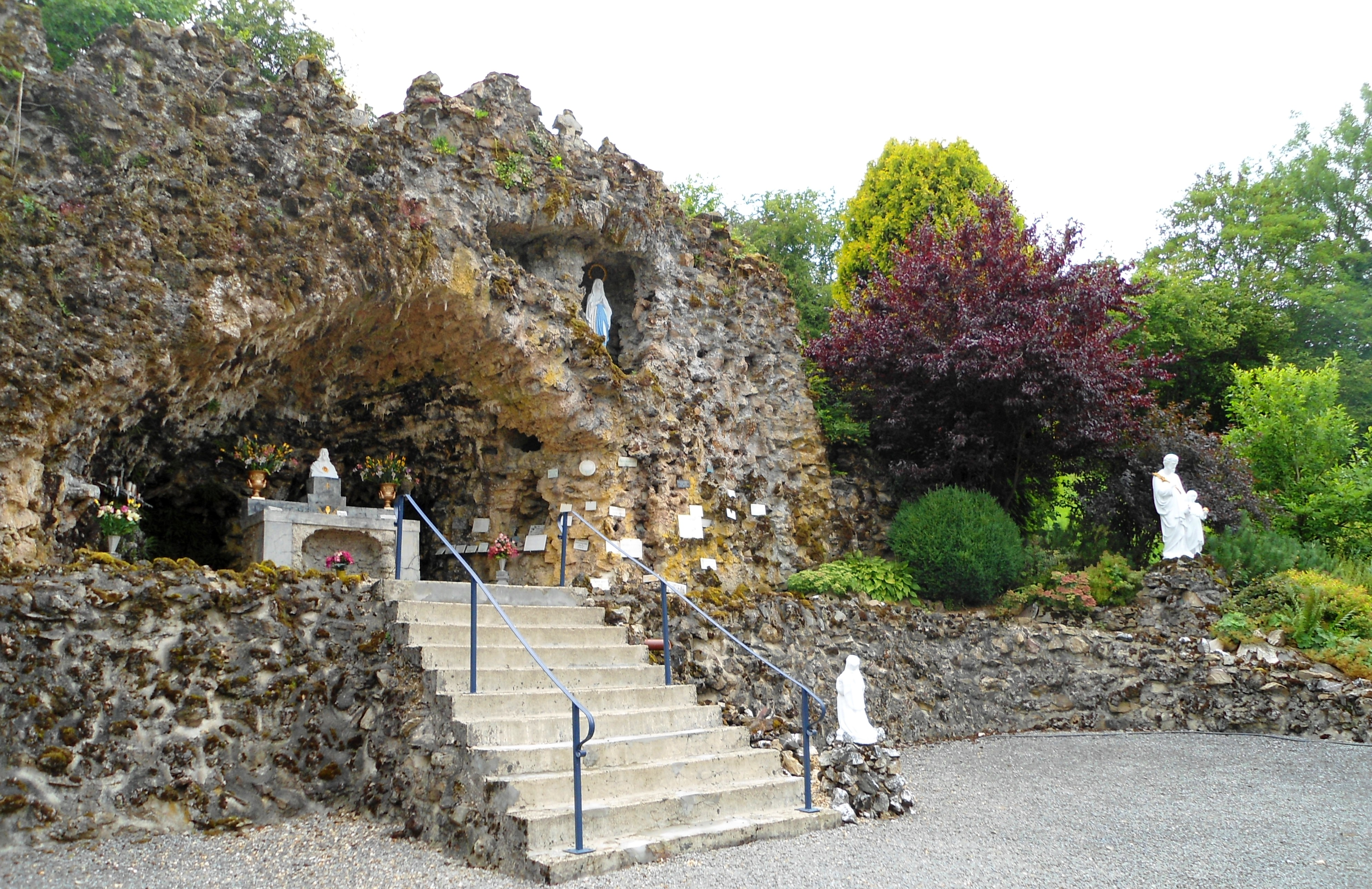
Trou de Bra : Grotte Notre-Dame de Lourdes.
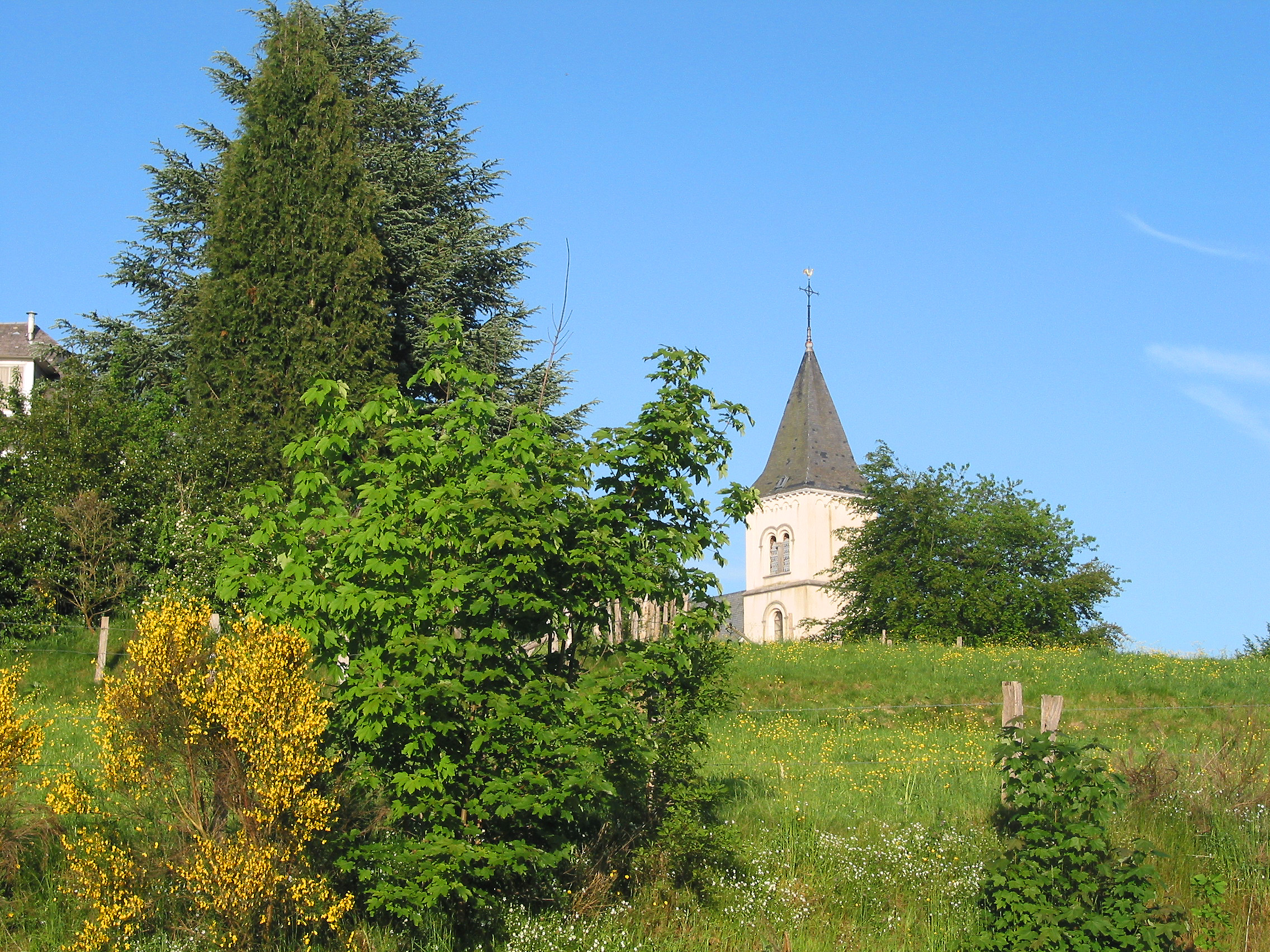
L'église de Les Villettes.
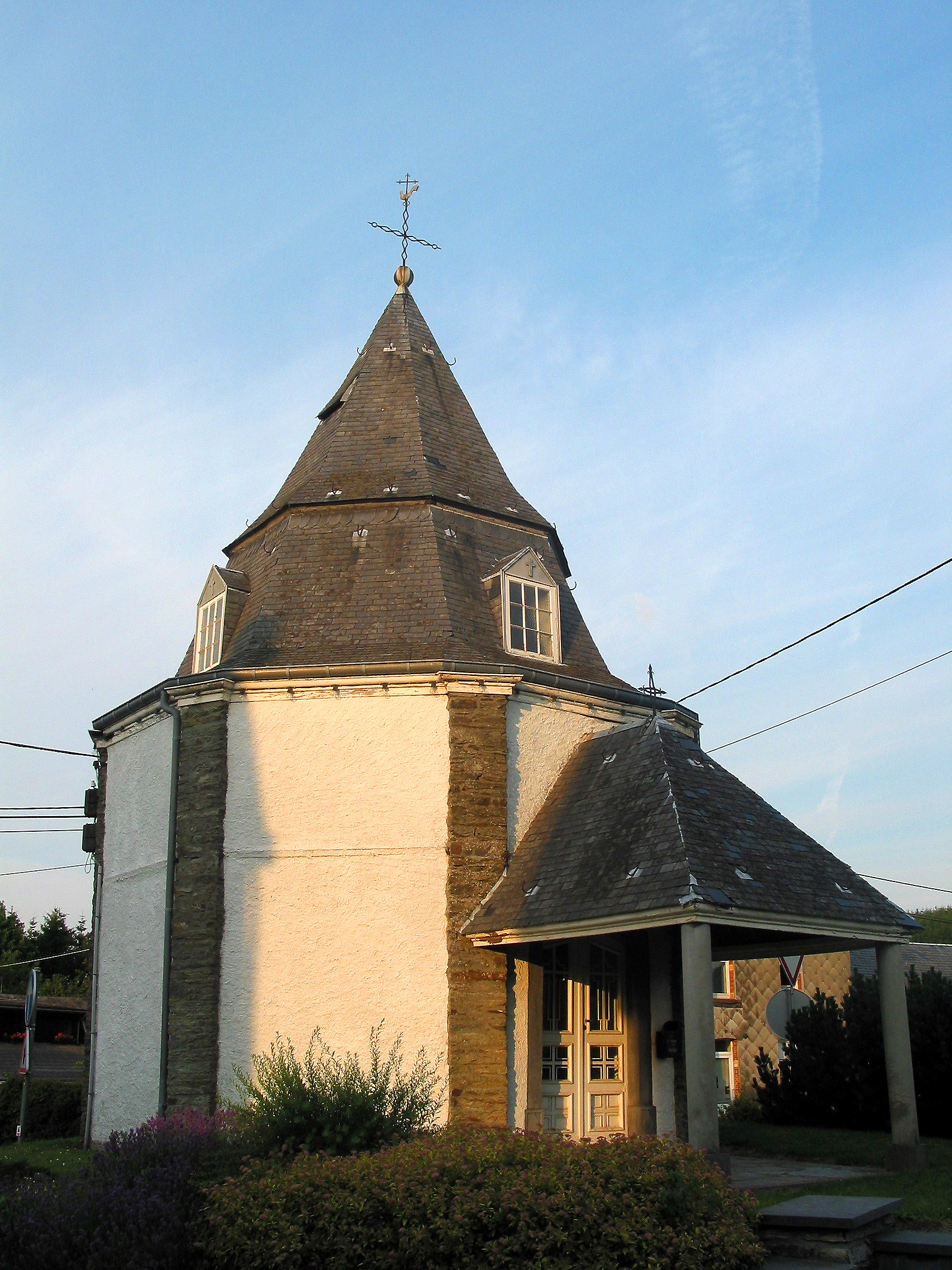
La chapelle de La Salette.

- L'église Saint-André

Une chapelle est déjà présente en 670. L'église romane classée en 1943, fut détruite durant la Seconde Guerre mondiale. Le clocher à bulbe fut reconstruit par la suite. Elle contient une châsse de saint Symètre datant de la fin du XIIe siècle (restaurée en 1850 et 1963) ainsi qu'une châsse de saint André[précision nécessaire] du XVIIe siècle.
- La chapelle de Notre-Dame de La Salette.

Chapelle datant du milieu du XIXe siècle, située au carrefour de la rue du centre, du pont de Lienne et de la rue de la gare.
- Ferme Bricheux.
- Le « château » d'Huart.

Voir aussi la liste du patrimoine immobilier classé de Lierneux.

## Personnalités liées à Lierneux
- Henri-Joseph Ruxthiel (1775-1837), sculpteur, né à Lierneux.
- Jean-Pierre Ransonnet, peintre, né en 1944 à Lierneux.
- Bernard Caprasse, gouverneur de la Province de Luxembourg depuis le 4 juin 1996, né le 24 janvier 1949 à Lierneux.
- Paul-Henry Gendebien, ancien Président du Rassemblement wallon et député européen.